# Force Sensing Resistor
Ein Force Sensing Resistor (FSR) ist ein in den USA eingetragener Markenname eines Messelements von der Firma Interlink Electronics, das unter Einwirkung von Kraft bzw. Druck seinen elektrischen Widerstand ändert.
Ein FSR besteht aus einem Sandwich zweier Kunststofffolien. Die eine ist auf der Innenseite mit der FSR-Tinte (eine graphithaltige halbleitende Paste) beschichtet, die andere mit zwei kammförmig ineinander verschachtelten elektrisch leitenden Kontaktgittern. Diese sind jedoch elektrisch voneinander isoliert und haben externe Anschlüsse. Die beiden Folien werden mittels einer doppelseitigen Klebeschicht miteinander verbunden. Sie sorgt zusätzlich dafür, dass die beschichteten „aktiven“ Bereiche der Folien sich im unbelasteten Zustand praktisch nicht berühren. Erst unter Einwirkung von Druck oder Kraft auf das Sandwich werden die Kontaktgitter über die FSR-Tinte miteinander elektrisch verbunden und man kann den elektrischen Widerstand des Gebildes an den externen Anschlüssen messen. Im Ruhezustand liegt dieser Widerstand bei einigen Megaohm (MΩ). Mit steigender Krafteinwirkung fällt der Widerstand ab, weil die aktiven Bereiche des FSR-Sensors immer innigeren Kontakt bekommen. Das geht bis zur Sättigungsgrenze, die bei ca. 1 kΩ und einem Druck von 100 N/cm² liegt.
Die mäßige Genauigkeit reicht für viele Anwendungen. Heute findet man FSRs im Automobilbereich, in Peripheriegeräten von Rechnern, in medizinischen Applikationen und in Touchpads zur Erfassung von elektronischen Unterschriften.